# Jan Won Gyeong-do
Jan Won Gyeong-do (kor. 원경도 요한; ur. ok. 1774 roku w Yeoju w Korei; zm. 25 kwietnia 1801 tamże) – koreański męczennik, błogosławiony Kościoła katolickiego.

## Życiorys
Won Gyeong-do urodził się w rodzinie szlacheckiej około 1774 roku w Yeoju w prowincji Gyeonggi. W 1797 roku, razem ze swoim kuzynem Yi Jung-bae, poznał katechizm religii katolickiej i stał się chrześcijaninem. Jego żoną została córka Marcelina Choe Chang-ju.
W niedzielę wielkanocną 1800 roku udał się razem ze swoim kuzynem Marcinem Yi Jung-bae z wizytą do przyjaciela, u którego razem się modlili i śpiewali hymny. O tym spotkaniu doniesiono sądziemu z Yeoju, który był zdeterminowany, żeby wykorzenić religię chrześcijańską w swoim rejonie. Natychmiast wysłał on policję, żeby aresztowała osoby uczestniczące w spotkaniu modlitewnym. Więźniów poddano torturom, aby zmusić ich do wyrzeczenia się wiary. Następnie Jan Won Gyeong-do spędził w więzieniu kilka miesięcy, podczas których próbowano zmusić go do odstępstwa. Ponieważ jednak opowiedział się zdecydowanie za wiarą katolicką, został za to skazany na śmierć. Ścięto go 25 kwietnia 1801 roku w Yeoju razem z kuzynem Marcinem Yi Jung-bae oraz teściem Marcelinem Choe Chang-ju.
Jan Won Gyeong-do został beatyfikowany przez papieża Franciszka 16 sierpnia 2014 roku w grupie 124 męczenników koreańskich.
Wspominany jest 31 maja z grupą 124 męczenników koreańskich.